# Wehrturm Cleve
Der Wehrturm Cleve ist ein denkmalgeschützter Wehrturm der Stadtbefestigung der Magdeburger Altstadt.

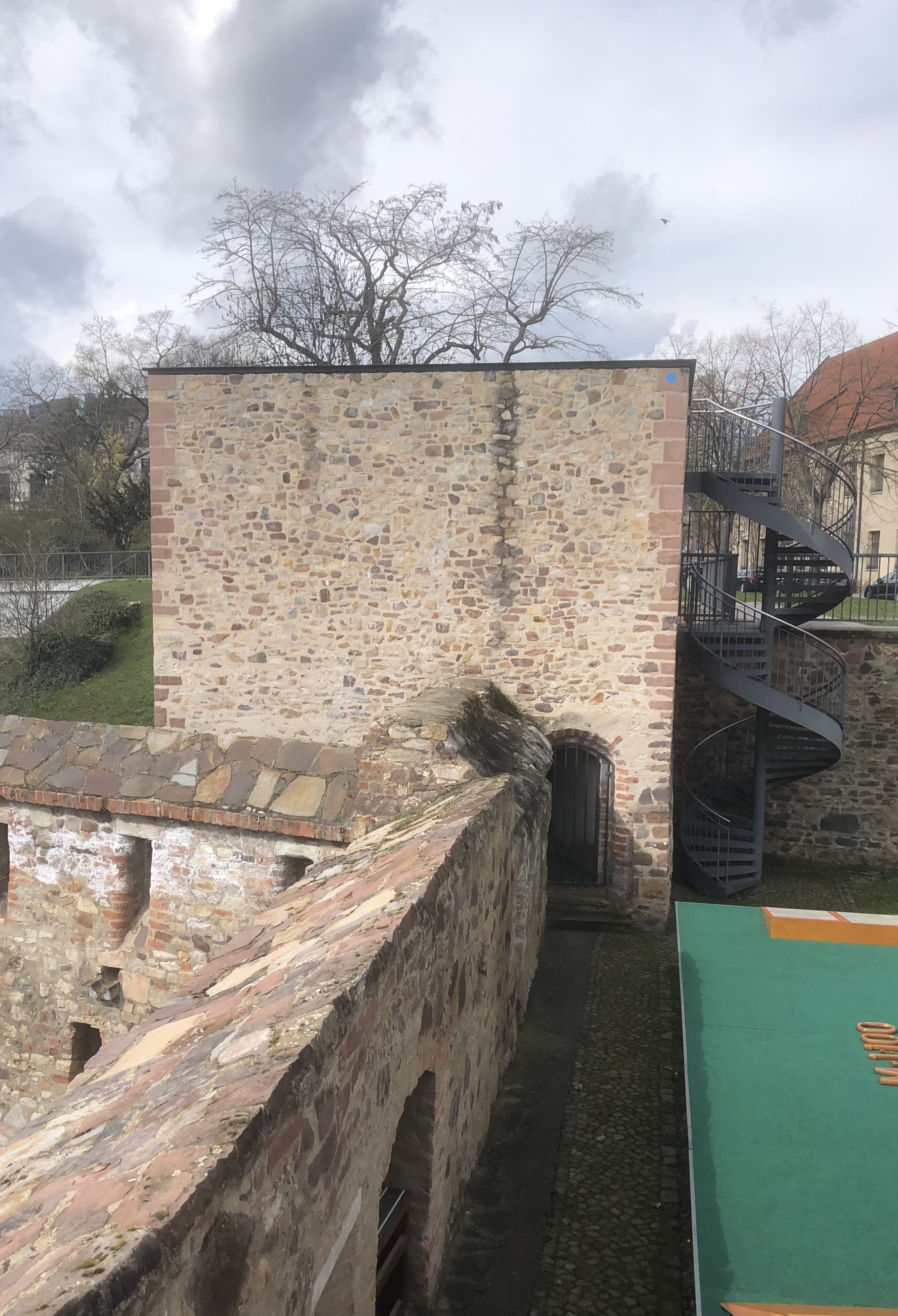
Wehrturm Cleve, Blick von Osten, 2023

## Lage

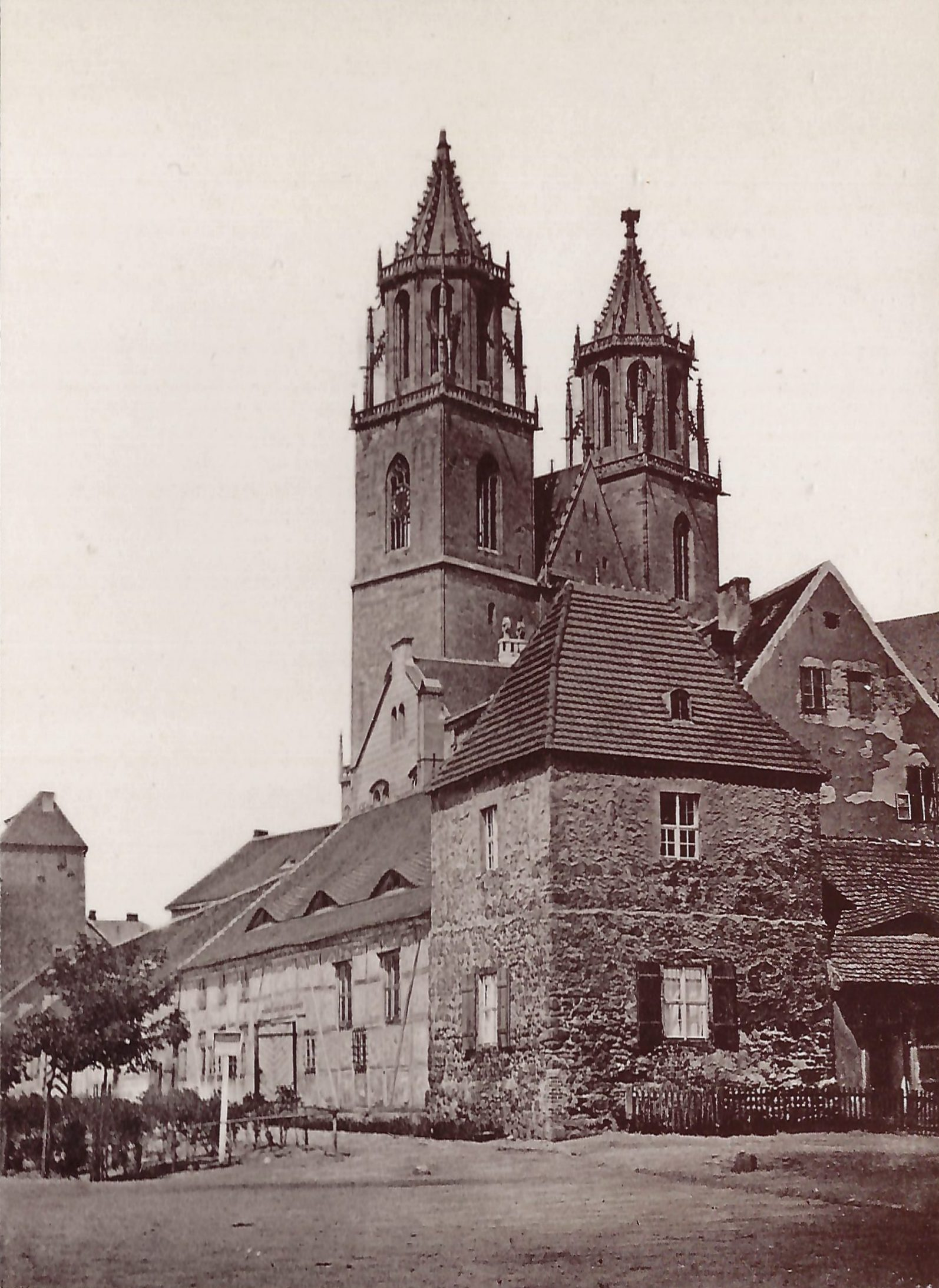
Wehrturm Cleve um 1870

Der Turm befindet sich südlich des Fürstenwalls, südöstlich des Magdeburger Doms innerhalb der Bastion Cleve.

## Architektur und Geschichte
Der Turm entstand in der Zeit um 1250. Ein Umbau erfolgte etwa 1500, später wurde der Turm dann in die Bastion Cleve einbezogen. Im Zuge der Stadterweiterung wurde der Turm 1872/1873 in seinem oberen Teil abgetragen und wie die gesamte Bastion verfüllt. Der Bereich war dann Teil des Fürstenwallparks. Zwischen 2003 und 2008 wurde der Wehrturm Cleve mit Teilen der Bastion wieder ausgegraben und restauriert. Der Turm wurde dann wieder nach oben aufgemauert und als Aussichtspunkt zugänglich gemacht.
Im Denkmalverzeichnis des Landes Sachsen-Anhalt ist der Wehrturm unter der Erfassungsnummer 107 15009 001 als Teilobjekt des Baudenkmals Bastion Cleve verzeichnet. In der Literatur wird der Turm zum Teil auch als der Viereckige Turm an der Sudenburg bezeichnet.